# Mesochorus hirticoleus
Mesochorus hirticoleus är en stekelart som beskrevs av Dasch 1971. Mesochorus hirticoleus ingår i släktet Mesochorus och familjen brokparasitsteklar. Inga underarter finns listade i Catalogue of Life.